# 和碩特西右翼中旗
和碩特西右翼中旗是青海蒙古的一旗，俗稱台吉乃旗、台吉乃爾旗。顧實汗長兄哈納克土謝圖，其裔為青海和碩特部所屬之西右翼中旗。雍正三年，領公中札薩克，授一等台吉，世襲。佐領一。牧地跨柴達木河。東至諾木罕河，南至諾木罕木魯，西至滔賚，北至希勒。舒哈河自旗西無名海子流出，西北入於沙。柴達木河出河源北托遜淖爾，西流至西拉珠爾格塔拉，阿拉克淖爾水東來入之，合而西北流，格德爾古河、烏蘭烏蘇河、布隆吉爾河俱自其東注之，又西入於沙。

## 沿革[2]
札薩克一等台吉游牧。顧實汗伯兄哈奈克土謝圖。孫圖瑚爾綽克圖，子四。次子達木巴達爾濟，次僧格。僧格之子車凌納木札勒。康熙三十六年(1697年)，從達什巴圖爾內附。雍正元年(1723年)，羅卜藏丹津脅之叛。不從，來投。自編屬丁為佐領。青海定，遣歸牧。三年(1725年)，設公中札薩克。凡三十台吉，以車凌納木札勒領之，授一等台吉。十年(1732年)卒，無嗣。達木巴達爾濟之子巴勒襲。乾隆四十七年(1782年)，詔世襲罔替。

## 歷任札薩克[3][4]
| 世代   | 姓名           | 襲爵年份     | 註釋                                                                               |
| ------ | -------------- | ------------ | ---------------------------------------------------------------------------------- |
| 初 封  | 車凌納木扎勒   | 雍正三年     | 和碩特族，顧實汗兄哈納克土謝圖之四世孫。雍正三年，授公中扎薩克一等台吉。十年，卒。 |
| 一次襲 | 巴勒丹         | 雍正十一年   | 車凌納木扎勒從弟。雍正十一年，襲公中扎薩克一等台吉。乾隆二十九年，卒。             |
| 二次襲 | 達什車木伯勒   | 乾隆二十九年 | 巴勒丹長子。乾隆二十九年，襲公中扎薩克一等台吉。五十六年，賜公品級。               |
| 三次襲 | 丹珠布那木扎爾 | 嘉慶八年     | 達什車木伯勒子。嘉慶八年，襲。十七年， 病免。                                      |
| 四次襲 | 德沁           | 嘉慶十七年   | 丹珠布那木扎爾子。嘉慶十七年，襲。十九年，卒。                                     |
| 五次襲 | 恭藏           | 嘉慶十九年   | 德沁胞叔。嘉慶十九年，襲。道光十二年，卒。                                         |
| 六次襲 | 旺沁           | 道光十二年   | 恭藏從子。道光十二年，襲。咸豐四年，卒。                                           |
| 七次襲 | 多布登色爾扎勒 | 咸豐四年     | 旺沁子。咸豐四年，襲。                                                             |
| 八次襲 | 沙克都爾扎布   | 光緒元年     | 多布登色爾扎勒子。光緒元年，襲。                                                   |
| 九次襲 | 圖布坦扎木綽   | 宣統二年     | 宣統二年，襲。民國2年加封札薩克輔國公。                                            |
| 十次襲 | 噶勒登加木措   |              | 圖布坦扎木綽子，民國21年襲（或作拉那施特，民國20年襲；拉那是特；德慶隆柱）         |